# Lucius Aemilius Paullus (konsul 219 f.Kr.)

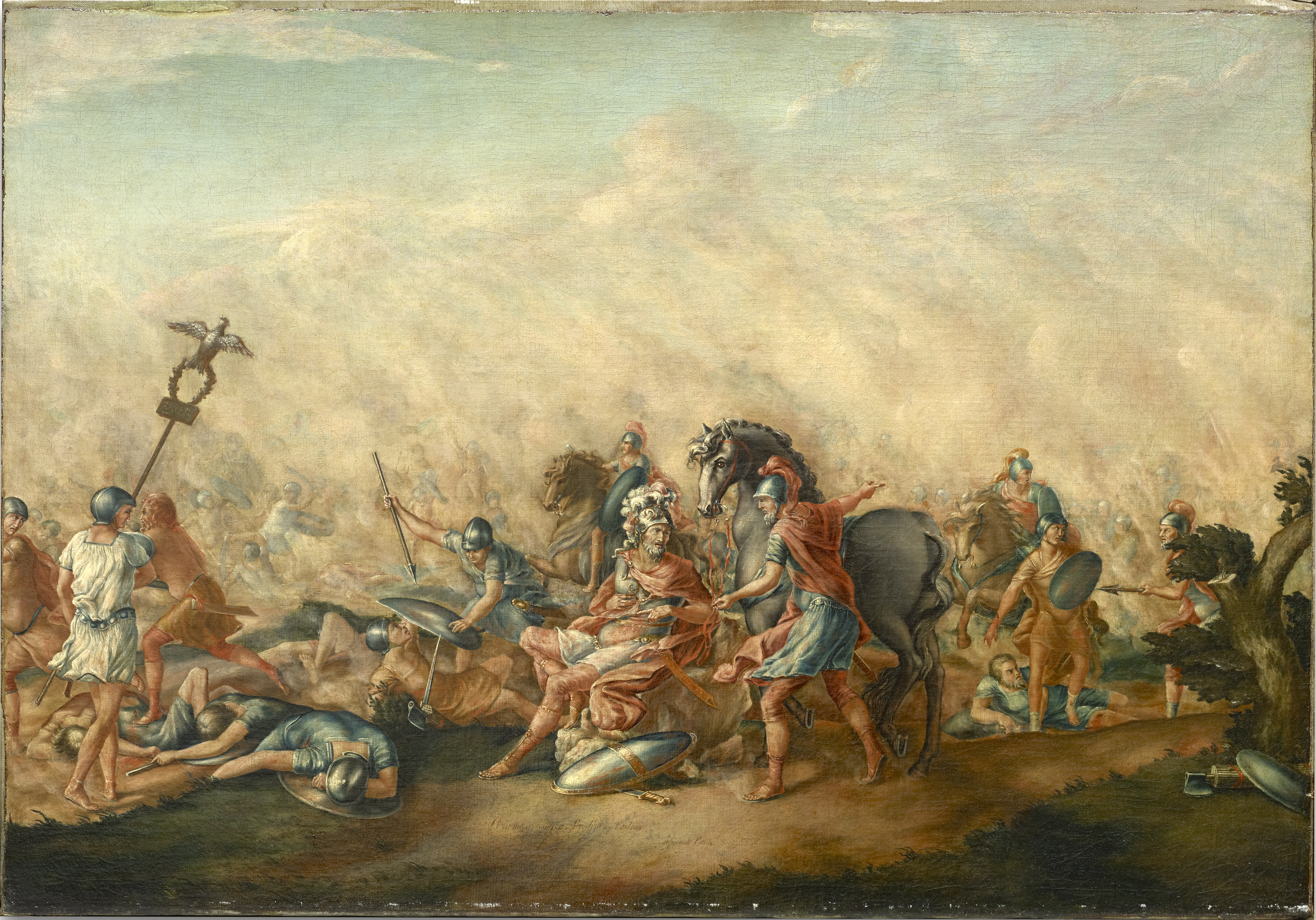
Lucius Aemilius Paullus (konsul 219 f.Kr.)

Lucius Paulus var konsul i Romarriket och ledde den nya romerska armén under Slaget vid Cannae sensommaren 216 f.Kr. där han stupade, tillsammans med över 50 000 av sina 86 000 soldater, i strid med Hannibal av Karthago. 
Av den romerska arméns infanteri - 86 000 man - kan så många som 80 000 man ha stupat. En troligare siffra är 50-60 000, med litet högre så blir de sammanlagda förlusterna (med de kartagiska 16-17 000) räknande 80 000 man.
Far till Lucius Aemilius Paullus Macedonicus (229-160 f.Kr.) och Aemilia Tertia.